# Abram Matwejewitsch Room
Abram Matwejewitsch Room (auf russ. Абрам Матвеевич Роом) (* 28. Juni 1894 in Wilna, Russisches Kaiserreich; † 26. Juli 1976 in Moskau, Sowjetunion) war ein sowjetischer Filmregisseur und Drehbuchautor.

## Leben und Wirken
Der aus der heute litauischen Hauptstadt Vilnius stammende Abram Matwejewitsch Room arbeitete in den späten Jahren des Zarentums als Zahnarzt und Journalist in Moskau. Nebenbei wirkte er seit 1914 auch als Amateurschauspieler. Von 1915 bis 1917 besuchte Abram Room in Petrograd das Institut für Neuro-Psychologie und trat am dortigen Studententheater auf. Nach Ausbruch der Oktoberrevolution wurde er als Militärarzt eingesetzt. Seit 1919 konzentrierte er sich ganz auf die Kunst: Man sah ihn zunächst als Schauspieler und Regisseur am experimentellen Kindertheater von Saratow, ehe er 1923 von Wsewolod Meyerhold an das Moskauer Theater der Revolution verpflichtet wurde. Der Regiekollege Lew Kuleschow holte daraufhin Room an die staatliche Filmschule. 
Seine praktische Tätigkeit hinter der Kamera begann Abram Room 1924 als Regieassistent. Noch im selben Jahr konnte er erstmals einen Film inszenieren. Mit Bett und Sofa drehte Room 1927 sein erstes Werk von Bedeutung, eine milieuechte, nicht ohne Ironie gestaltete Studie aus dem sowjetischen Alltag. Einen frühen künstlerischen Höhepunkt erreichte Room mit dem vom expressionistischen Gestaltungsstil beeinflussten Ölarbeiter- und Streikendendrama „Menschen-Arsenal“, „auch wenn viele Szenen von einer plakativ kommunistischen Propaganda und von Verzeichnungen des politischen Gegners geprägt“ waren. Room drehte anschließend, 1931, mit dem Kurzfilm „Manomjetr No. 1“ den ersten Sprechfilm des sowjetischen Kinos. Danach war er in seiner Arbeit mehr und mehr Beschränkungen seitens der stalinistischen Zensur  ausgesetzt, und Rooms Œuvre verlor sukzessive an Bedeutung. „Seine besten späteren Arbeiten zeichnen sich durch eine dezidierte Charakterzeichnung von Menschen aus, die in persönliche und berufliche Konflikt geraten. Dabei gerieten Rooms Darstellung alles Westlichen zu einseitiger Schwarz-Weiß-Verzeichnung.“
Room, der in seinen filmischen Auffassungen und seinem Regiekonzept in deutlichem Gegensatz zu seinem berühmten Kollegen Sergei Eisenstein stand, erhielt zweimal den Stalinpreis (1946 und 1949) und wurde 1965 als Volkskünstler der RSFSR ausgezeichnet.
Abram Room war mit der Schauspielerin Olga Schisnewa (1899–1972) verheiratet. Er wurde neben ihr auf dem Wwedenskoje-Friedhof beigesetzt.

## Filmografie
Als Langfilmregisseur, wenn nicht anders angegeben
- 1924: Gonka sa samogonkoj / Гонка за самогонкой
- 1924: Sto gawarit MOS ? / MOS reklami (Kurzfilm, auch Drehbuch)
- 1926: Die Todesbarke (Buchta smerti / Бухта смерти)
- 1926: Predatel / Предатель
- 1926: Krasnaja presnja (Kurzfilm, Co-Regie)
- 1927: Bett und Sofa (Tretja meschtschanskaja / Третья Мещанская) (auch Co-Drehbuch)
- 1927: Ewrej i semlja / Еврей и земля
- 1928: Uchabi / Ухабы (auch Co-Drehbuch)
- 1929: Menschen-Arsenal (Priwidenije kotoroje ne woswraschtschajetsja / Привидение, которое не возвращается)
- 1930: Plan welikich rabot / План великих работ
- 1930/1931: Manomjetr No. 1 & No. 2 (Kurzfilme)
- 1936: Strogi junoscha / Строгий юноша
- 1939: Eskadrilja No. 5 / Эскадрилья № 5
- 1941: Weter s wostoka / Ветер с востока
- 1945: Naschestwije / Нашествие
- 1946: W gorach Jugoslawin / В горах Югославии
- 1948: Ehrengericht (Sud tschesti / Суд чести)
- 1950: Sowjest mira (unvollendet)
- 1952: Schkola eposlowija / Школа злословия
- 1953: Geschäft mit dem Tode (Serebristaja Piel / Серебристая пыль)
- 1956: Serdze betsja wnow / Сердце бьется вновь
- 1964: Granatowij braslet / Гранатовый браслет (auch Co-Drehbuch)
- 1969: Zweti saposdalje / Цветы запоздалые (auch Drehbuch)
- 1971: Preschdjewremenni tschelowek / Преждевременный человек